# Sphiggurus vestitus
Sphiggurus vestitus är en däggdjursart som först beskrevs av Thomas 1899.  Sphiggurus vestitus ingår i släktet Sphiggurus och familjen trädpiggsvin. IUCN kategoriserar arten globalt som otillräckligt studerad. Inga underarter finns listade i Catalogue of Life.
Detta trädpiggsvin förekommer i två bergstrakter i Colombia. Utbredningsområdet ligger cirka 1300 meter över havet. Arten hittades i fuktiga bergsskogar och i fruktträdodlingar. Sphiggurus vestitus är aktiv på natten och äter blad, frukter, unga växtskott och andra växtdelar.
Arten når en kroppslängd (huvud och bål) av 33 till 37 cm och svansen är ungefär 50 procent mindre. På ovansidan förekommer långa svarta hår och tvåfärgade taggar. Bakfötterna är cirka 6 cm långa. De tjockare taggarna har en längd av 2,5 till 3,5 cm och de är nära roten samt i mitten ljusgula samt svartaktiga vid spetsen. En annan sorts taggar är smala och 7 till 8 cm långa med samma färgsättning. De långsmala taggarna saknas på stjärten. Den mjuka pälsen på undersidan har en mörkbrun färg. På främre delen av svansen förekommer taggar (liksom de tjocka på ryggen) och päls. Andra delar av svansen är täckta av styva svarta hår, förutom undersidan vid spetsen som är naken. Bakre delen av svansen används som gripverktyg. Djuret har borstig päls på ovansidan av händer och fötter. Morrhåren är långa och svarta.